# Monte Corona
Monte Corona – wygasły wulkan, którego najwyższy punkt sięga 609 m (1998 ft) n.p.m., zlokalizowany na Lanzarote (Hiszpania), jednej z 7 głównych wysp wchodzących w skład archipelagu Wysp Kanaryjskich, w pobliżu Yé w gminie Haría. Jego erupcja około 4000 lat temu pokryła lawą duży obszar w północno-wschodniej części wyspy, tworząc Malpais de la Corona oraz dwie najczęściej odwiedzane geologiczne atrakcje: Cueva de Los Verdes i Jameos del Agua.

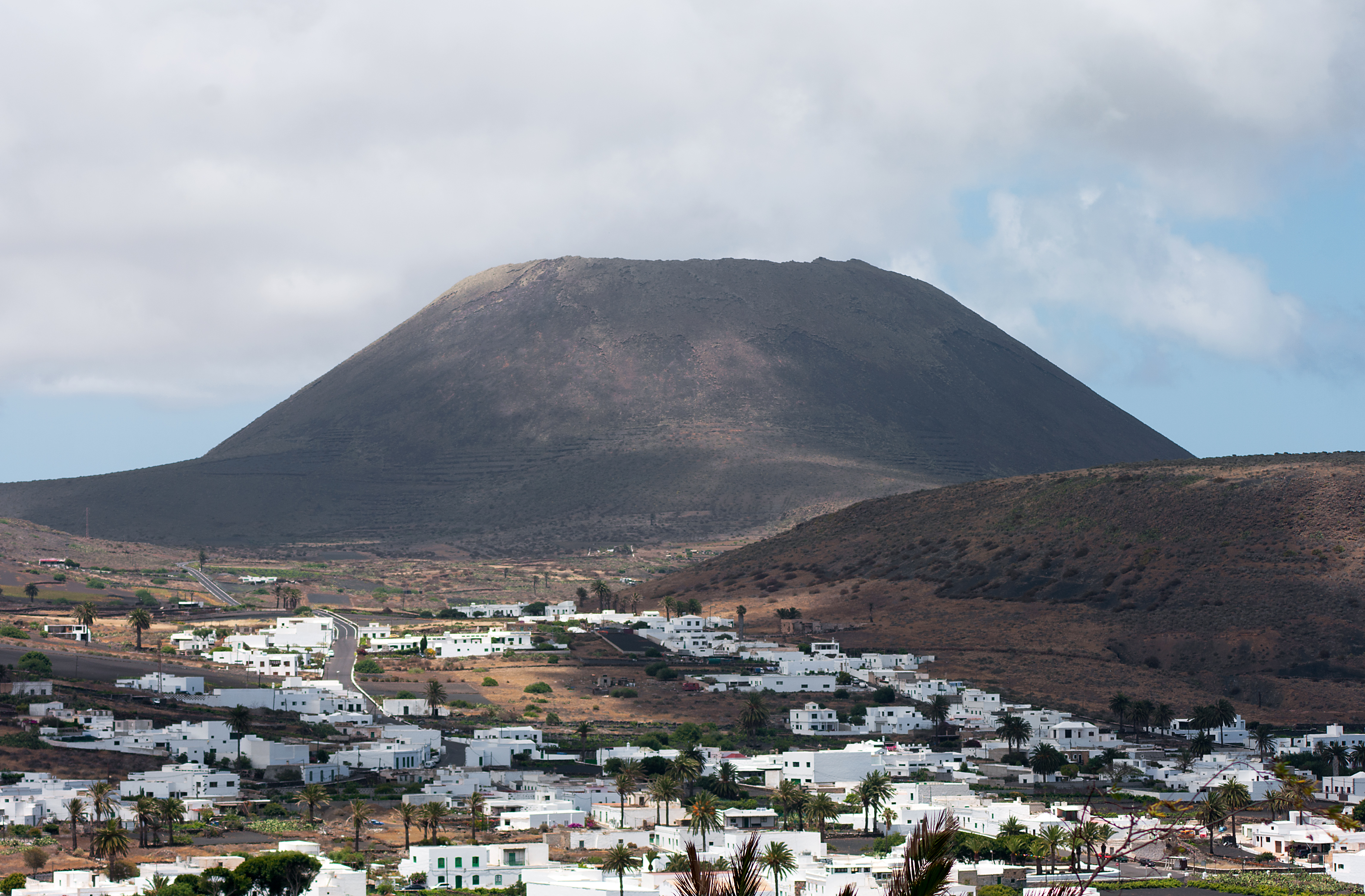
Monte Corona i miejscowość Máguez